# اکائو

منطقه مسکونی در برزیل

اکائو (به پرتغالی: Acauã) یک سکونتگاه مسکونی در برزیل است که در پیاوی واقع شده‌است.